# Blackout (banda)
Blackout foi uma banda portuguesa da década de 1990, com Kika Santos na voz, que deixa a banda em 1998 para seguir diversos projectos musicais a solo. A banda atingiu o sucesso com o single "Paixão".
As origens dos Blackout, grupo soul/funk português, remontam a 1983, com a chegada dos cinco irmãos Medina a Portugal, provenientes de Angola. 
Após algumas interrupções de percurso, o grupo alterou a sua designação para Blackout, em 1993. A Beto Medina (voz, guitarra e baixo) e João Medina (baixo), juntaram-se Kika Santos (n. 02-06-73, Benguela), na voz, e Pedro Maurício, na guitarra. 

## Discografia
- 1995 - Black Out
- 1998 - Melodia da Noite